# ضربان قلب (مجموعه تلویزیونی کره جنوبی)
ضربان قلب (انگلیسی: Heartstrings; کره‌ای: 넌 내게 반했어) یک مجموعهٔ تلویزیونی کره جنوبی سال ۲۰۱۱ با بازی پارک شین هه و جونگ یونگ هوا است. این مجموعه از ۲۹ ژوئن تا ۱۹ اوت ۲۰۱۱ روزهای چهارشنبه و پنجشنبه ساعت ۲۱:۵۵ (کی‌اس‌تی) از ام‌بی‌سی برای ۱۵ قسمت پخش شد.
ضربان قلب یک ملودرام جوانانه دربارهٔ عشق، دوستی و رؤیا است و داستان آن با پس‌زمینهٔ کالج هنرهای نمایشی روایت می‌شود. این مجموعه همکاری مجدد جونگ یونگ هوا و پارک شین هه است که پیش از این در تو زیبایی (۲۰۰۹) همبازی بوده‌اند.

## بازیگران

### اصلی
- پارک شین هه در نقش لی گیو وون
- جونگ یونگ هوا در نقش لی شین
- سونگ چانگ یی در نقش کیم سوک هیون
- سو یی-هیون در نقش جونگ یون سو

## عنوان
عنوان کاری این مجموعه در ابتدا فستیوال (کره‌ای: 페스티벌) بود، تا اینکه شبکه ام‌بی‌سی اعلام کرد که در یک مسابقه آنلاین که از ۳۰ مارس تا ۱۰ آوریل ۲۰۱۱ برگزار می‌شود، قرار است عنوان جدیدی به این مجموعه بدهد. از میان ۴٬۰۰۰ پیشنهادی که به وبگاه ام‌بی‌سی فرستاده شده بود، عاشقم شدی (کره‌ای: 넌 내게 반했어) برای عنوان کره‌ای انتخاب شد.